# سیدر پوینت (کانزاس)
سیدر پوینت (به انگلیسی: Cedar Point) شهری در ایالت کانزاس کشور ایالات متحده آمریکا است که جمعیت آن در سرشماری سال ۲۰۱۰ میلادی، ۲۸ نفر بوده‌است.